# Marcelo Spínola y Maestre
Marcelo Spínola y Maestre (Isola di San Fernando, 14 gennaio 1835 – Siviglia, 20 gennaio 1906) è stato un cardinale e arcivescovo cattolico spagnolo.
Fu vescovo di Coria e Malaga e arcivescovo di Siviglia: nel 1885 fondò la congregazione delle Ancelle del Divin Cuore. Fu beatificato da papa Giovanni Paolo II nel 1987.

## Biografia
Nacque a San Fernando il 14 gennaio 1835.
Il 16 dicembre 1880 fu nominato vescovo ausiliario di Milo ed ausiliare di Siviglia e fu consacrato il 6 febbraio 1881 nella cattedrale di Siviglia dal cardinale Joaquín Lluch y Garriga, arcivescovo di Siviglia, assistito da Manuel María González y Sánchez, vescovo di Jaén e da Mariano Miguel Gómez Alguacil y Fernández, vescovo di Vitoria.
Papa Pio X lo elevò al rango di cardinale nel concistoro dell'11 dicembre 1905, ma non fece a tempo a ricevere la berretta ed il titolo cardinalizio perché morì il 20 gennaio 1906 all'età di 71 anni. Il suo monumento funebre si trova nella cappella del Dolores della cattedrale di Siviglia.
Il 29 marzo 1987 fu beatificato da papa Giovanni Paolo II.

## Genealogia episcopale e successione apostolica
La genealogia episcopale è:
- Cardinale Scipione Rebiba
- Cardinale Giulio Antonio Santori
- Cardinale Girolamo Bernerio, O.P.
- Arcivescovo Galeazzo Sanvitale
- Cardinale Ludovico Ludovisi
- Cardinale Luigi Caetani
- Cardinale Ulderico Carpegna

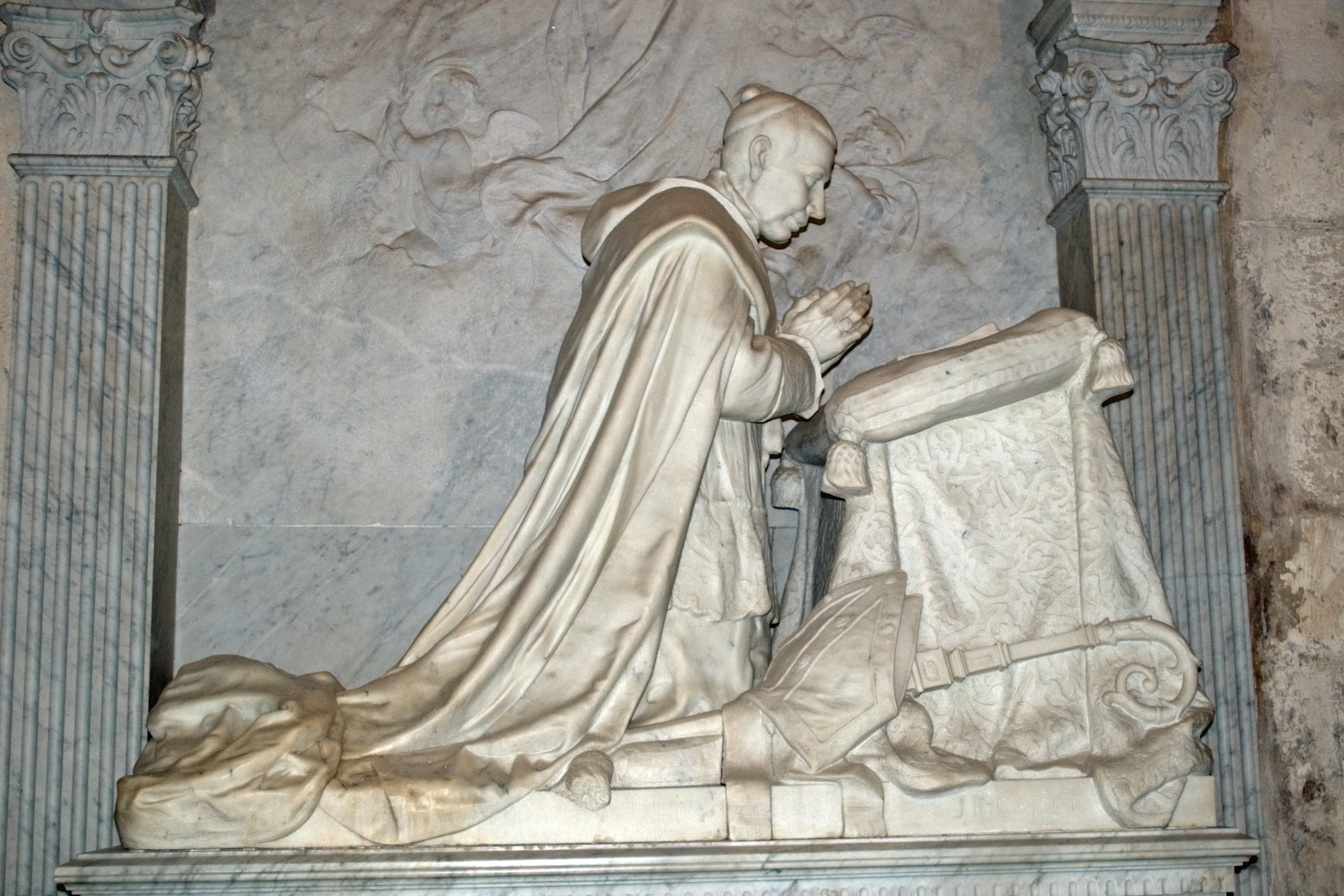
Monumento funebre nella cattedrale di Siviglia.

- Cardinale Paluzzo Paluzzi Altieri degli Albertoni
- Papa Benedetto XIII
- Papa Benedetto XIV
- Papa Clemente XIII
- Cardinale Francesco Saverio de Zelada
- Cardinale Antonio Sentmanat y Castellá
- Cardinale Luigi Maria di Borbone-Spagna
- Arcivescovo Bernardo Francés Caballero
- Vescovo Carlos Laborda Clau
- Vescovo Florencio Llorente y Montón
- Cardinale Joaquín Lluch y Garriga, O.C.D.
- Cardinale Marcelo Spínola y Maestre

La successione apostolica è:
- Vescovo Juan Manuel Sanz y Saravia (1905)